# Louis François d'Arlandes de Salton
Louis François d'Arlandes de Salton, né le 10 mars 1752 à Tournon et mort le 11 septembre 1793 à Nothweiler, est un général français de la Révolution commandant l'infanterie. Il est le frère de François Laurent d'Arlandes (1742-1809), l'un des deux premiers aéronautes de l'histoire, le 21 novembre 1783, avec Jean-François Pilâtre de Rozier.

## États de service

### Ancien Régime
Volontaire le 1er mai 1769 à 17 ans, au Régiment de Bourbonnais-Infanterie, devenu en 1791 le 13e régiment d'infanterie, il passe sous-lieutenant le 16 avril 1771, lieutenant le 13 janvier 1777, lieutenant en premier le 3 juin 1779, capitaine en second le 8 octobre 1781, et capitaine commandant le 3 juillet 1787.

### Guerres de la Révolution française
Nommé chevalier de Saint-Louis le 5 mai 1791, il devient lieutenant-colonel le 17 juin 1792, et colonel du 13e régiment d'infanterie le 1er août 1792. Commandant sous Nevinger dans l'expédition de Spire le 29 septembre, il est nommé provisoirement général de brigade à l'armée du Rhin le 20 mai 1793. Confirmé dans ce grade par le Conseil provisoire exécutif le  30 juillet suivant, il est nommé commandant du camp de Nothweiler.
Ami de Custine, il devine que sa propre tête est menacée lors du rappel de ce général à Paris pour se justifier des opérations ayant conduit à la perte de Mayence. Lors de la traduction de Custine devant le tribunal révolutionnaire, le 14 août 1793, il n’a plus aucun doute sur ce que sera son propre sort, et préfère passer à l’ennemi. Abandonnant ses troupes, le 24 août 1793, il se rend aux Prussiens. Il est tué dans les rangs ennemis le 11 septembre 1793 à Nothweiler.

## Titres, décorations, honneurs
- Chevalier de l'ordre de Saint-Louis le 5 mai 1791.

## Source
Georges Six : Dictionnaire des généraux et amiraux français de la Révolution et de l'Empire, 2 volumes, Paris, Libr. Saffroy, 1934